# Via Cassia
Via Cassia je bila pomembna rimska cesta, ki se je odcepila iz Via Flaminia v bližini Milvijskega mostu v neposredni bližini Rima in potekala nedaleč od Veji prečkala Etrurijo .
Via Cassia je potekala skozi Baccanae, Sutrium, Volsinii, Clusium, Arretium, Florentia, Pistoria in Lucca in se pridružila Via Aurelia v Luni .
Via Cassia je križala druge pomembne ceste. V kilometru 11 se je Via Clodia odcepila po severoseverozahodu. Pri Sette Veneu se je druga cesta, verjetno Via Annia odcepila v Faleriju. V Sutriumu se je Via Ciminia odcepila in se pozneje ponovno povezala. 
Datum gradnje je negotov: ne more biti prej kot 187 pred našim štetjem, ko je konzul Gaj Flaminij zgradil cesto od Bononije do Arretiuma, ki je morala sovpadati z delom poznejše Via Cassie. Pred časom Cicerona tega ne omenjajo nobene starodavne oblasti, ki leta 45 pred našim štetjem govorijo o obstoju treh cest od Rima do Mutine: Flaminie, Aurelie in Cassie. Miljnik iz leta 124 omenja popravilo ceste, ki ga je izvedel Hadrijan od meje ozemlja Clusiuma do Florentia, oddaljene 138 km .

## Via Amerina
Via Amerina je bila cesta, ki se je odcepila od Via Cassie blizu Baccanae in se držala proti severu skozi Falerii, Tuder in Perusio, in se je ponovno pridružila Via Cassio pri Clusiumu. Ko so vpadi Faroalda I., lombardskega vojvode Spoleta, prekinili Via Flaminio, življenjsko žilo med Rimom in Raveno, je bila Via Amerina v presledkih izboljšana in utrjena, dela, ki so predstavljala nekatere zadnje gradnje cest, izvedene v Italiji v pozni antiki. Kot nova vojaška in strateška pot je Via Amerina »postala komunikacijsko jedro cesarske Italije in glavna podpora trditvi, da je cesarska Italija še vedno obstajala«.

## Mostovi
Ob cesti so ostanki več rimskih mostov, med njimi Ponte San Lorenzo in Ponte San Nicolao.

## Šport
Cesta je bila uporabljena kot del posamične cestne kolesarske dirke za Poletne olimpijske igre 1960 v Rimu.